# NGC 519
NGC 519 је елиптична галаксија у сазвежђу Кит која се налази на NGC листи објеката дубоког неба.
Деклинација објекта је - 1° 38' 29" а ректасцензија 1h 24m 28,7s. Привидна величина (магнитуда) објекта NGC 519 износи 14,4 а фотографска магнитуда 15,4. NGC 519 је још познат и под ознакама CGCG 385-103, DRCG 7-19, PGC 5182.